# Kaple svatého Štěpána (Westminster)
Královská kaple svatého Štěpána ve Westminsterském paláci (anglicky St Stephen's Chapel, někdy Royal Chapel of St Stephen) je bývalá kaple ve starém Westminsterském paláci v Londýně. Současný sál sv. Štěpána se vstupní halou stojí uvnitř nového Westminsterského paláce, z 19. století, na svém půovdním místě a přístup k nim je ze svatoštěpánského portálu, veřejného vstupu Dolní sněmovny Parlamentu.

## Historie

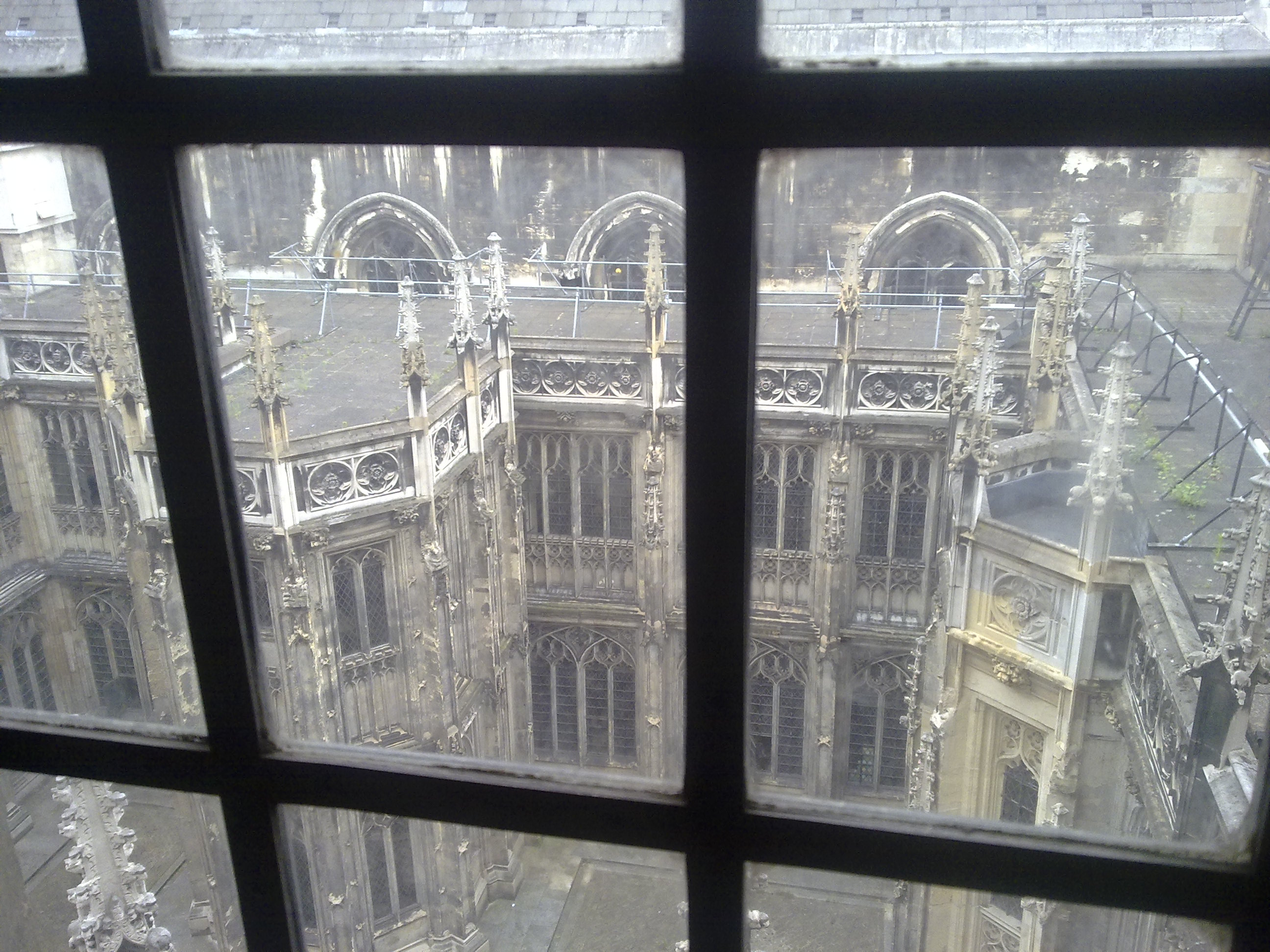
Cloister Court, separating the Dolní sněmovna from Kaple sv. Štěpána.

### Královská kaple
Kapli nechal vystavět král Jindřich III., poté, co se v roce 1248 zúčastnil vysvěcení kaple Sainte Chapelle se v Paříži. Ihned projevil přání vystavět podobnou kapli ve svém hlavním sídle, Westminsterském paláci. Stavební práce se táhly dlouhé roky ještě za Jindřichových nástupců, a byly dokončeny kolem roku 1297. Hotová kaple měla dvě podlaží, Horní kaple sloužila královské rodině, a Dolní kaple byla určena pro královské komorníky a dvořanstvo.
30. března 1533 byl v kapli sv. Štěpána vysvěcen Thomas Cranmer na arcibiskupa z Canterbury. Po smrti krále Jindřicha VIII. již Westminsterský palác nebyl královskou rezidencí. Roku 1547 Jindřichův syn Eduard VI. zákonem o zrušení správce kaple sv. Štěpána se tak mohla stát diskusní komorou Dolní sněmovny. Oliver Cromwell pak nechal kapli vybílit a používal ji jako stáje pro své koně.
V letech 1547 až 1834 kaple sv. Štěpána sloužila jako zasedací síň Dolní sněmovny Anglického a později celého Spojeného království.
Kaple sv. Štěpána byla vážně poškozena při požáru v roce 1834, zatímco kaple Panny Marie v kryptě přečkala téměř bez úhony.
V kapli sv. Štěpána se konaly dvě královské svatby. Dne 20. ledna 1382 se zde král Richard II. oženil s českou princeznou Annou Lucemburskou. Ženichovi bylo v té době patnáct a nevěstě šestnáct let a jejich dvanáct let trvající manželství bylo spokojené, i když bezdětné. Druhá svatba se zde odehrála 15. ledna 1478, kdy si mladší z obou princů z Toweru, Richard ze Shrewsbury, vévoda z Yorku bral Annu Mowbrayovou.
V roce 1911, strávila sufražetka Emily Davisonová noc před sčítáním obyvatelstva v úklidové místnosti v zadní části krypty, aby mohla jako své trvalé bydliště uvést Dolní sněmovnu, přestože neměla právo kandidovat do parlamentu ani volit.

### Požár a rekonstrukce
Požár z roku 1834 zcela zničil hlavní budovu kaple s kryptou, i většinu přilehlých ambitů.
Krypta pod sálem sv. Štěpána, kaple Panny Marie v kryptě (St Mary Undercroft), která již před požárem nebyla využívána, byla později restaurována a v současné době slouží k původnímu, duchovnímu účelu jako kaple anglikánské církve. Děti peerů, kteří mají nárok na titul "Honourable", jsou privilegováni možností využívat kapli ke sňatkům. Čelnové parlamentu a pairové mají také právo užívat kaple pro křty dětí.
Po smrti Margaret Thatcherové byly noc před pohřbem 17. dubna 2013 její ostatky uchovány v kapli Panny Marie v kryptě.